# Koiszuru Universe
A Koiszuru Universe (恋するユニバース; Hepburn: Koisuru Yunibāsu, ’Szerelem-univerzum’) a Scandal japán pop-rock együttes első digitális kislemeze, mely 2017. október 22-én jelent meg az Epic Records Japan gondozásában.

## Háttér
A kislemezt 2017. augusztus 21-én, az együttes alapításának tizenegyedik évfordulóján jelentették be az MTV Japán Storytellers című műsorának első epizódjában, ahol annak címadó dalát is előadták. A dalt a Billboard Japan szerkesztői egy „felvillanyozó” rockdalnak írták le, míg a Natalie szerint annak „szövege és zenéje egyaránt brilliánsan fejezi ki egy szerelembe esett lány feltörekvő érzelmeit”. A dal első rádiós premierje 2017. szeptember 21-én, az FM802 Rock Kids 802 Ochiken Goes On!! című műsorában történt.  Ezzel párhuzamosan a Sony Music Japan weboldalán keresztül közzétették a kiadvány fő promóciós képét, borítóját, illetve a számlistáját. A kiadvány címadó száma a Bourbon Corporation webreklámjának betétdala volt.
A kiadvány azért jelent meg digitális úton, hogy annak címadó dala minél előbb, az Unison Square Garden, a 04 Limited Sazabys és a Blue Encount együttesekkel közös Scandal no taiban Tour turné előtt megjelenhessen. A Koiszuru Universe című számot a Scandal 47 todófukuen Tour országos koncertsorozatuk alatt írták, míg a Futari című B oldalas szám szövegét 2016 nyarán, zenéjét pedig a 2017-es év elején írták meg.

## Számlista
| 1.    | Koiszuru Universe (恋するユニバース; Szerelem-univerzum)                                             | Rina               | Mami              | 4:17 |
| 2.    | Futari (ふたり; Kettőnk)                                                                             | Rina               | Mami              | 3:44 |
| 3.    | Kimi to joru to namida (Billboard Live Osaka 2017.08.21) (キミと夜と涙; Te, az éjszaka és a könnyek) | Rina, Iidzsima Ken | Iidzsima Ken      | 4:54 |
| 4.    | Koe (Billboard Live Osaka 2017.08.21) (声; Hang)                                                     | Janagiszava Rjóta  | Janagiszava Rjóta | 6:20 |
| 20:15 | |                    |                   |      |

## Slágerlista-helyezések
| Ország      | Toplista                                                    | Legmagasabb helyezés |
| ----------- | ----------------------------------------------------------- | -------------------- |
| Japán       | Billboard Japan Hot 100                                     | 83                   |
| Japán       | iTunes Store napi albumlista                                | 1                    |
| Japán       | RecoChoku napi albumlista                                   | 1                    |
| Japán       | RecoChoku heti albumlista                                   | 4                    |
| Japán       | RecoChoku havi albumlista                                   | 25                   |
| Japán       | mora napi albumlista                                        | 1                    |
| Japán       | mora heti albumlista                                        | 4                    |
| Japán       | mora havi albumlista                                        | 13                   |
| Világszerte | Billboard világzenei albumlista (Amerikai Egyesült Államok) | 13                   |
| Világszerte | iTunes Store napi albumlista (Malajzia)                     | 1                    |
| Világszerte | iTunes Store napi albumlista (Tajvan)                       | 1                    |
| Világszerte | iTunes Store napi albumlista (Szingapúr)                    | 2                    |
| Világszerte | iTunes Store napi albumlista (Hongkong)                     | 3                    |
| Világszerte | iTunes Store napi albumlista (Thaiföld)                     | 7                    |
| Világszerte | iTunes Store napi albumlista (Svédország)                   | 15                   |
| Világszerte | iTunes Store napi albumlista (Mexikó)                       | 19                   |
| Világszerte | iTunes Store napi albumlista (Lengyelország)                | 32                   |
| Világszerte | iTunes Store napi albumlista (Olaszország)                  | 35                   |
| Világszerte | iTunes Store napi albumlista (Hollandia)                    | 44                   |
| Világszerte | iTunes Store napi albumlista (Törökország)                  | 53                   |
| Világszerte | iTunes Store napi albumlista (Új-Zéland)                    | 61                   |
| Világszerte | iTunes Store napi albumlista (Franciaország)                | 73                   |